# Bataille de Noirmoutier (1794)
Vous lisez un « article de qualité » labellisé en 2021.
Pour les articles homonymes, voir Bataille de Noirmoutier.
Guerre de Vendée
Batailles
La bataille de Noirmoutier est un affrontement de la guerre de Vendée qui oppose le 3 janvier 1794 les républicains et les Vendéens pour le contrôle de l'île de Noirmoutier.
Située dans la baie de Bourgneuf et reliée au continent par le passage du Gois, l'île est occupée le 12 octobre 1793 par les troupes vendéennes du général Charette. Cette prise alarme aussitôt le Comité de salut public, qui redoute une intervention des Britanniques en faveur des royalistes. Cependant, Charette ne tente qu'en décembre d'envoyer une goélette vers la Grande-Bretagne pour prendre contact avec le gouvernement de Londres et il ne recevra aucune réponse avant plusieurs mois.
Les républicains débarquent sur l'île de Noirmoutier le matin du 3 janvier 1794 et s'emparent de toute sa partie sud après des combats à la pointe de la Fosse et au bourg de Barbâtre. Ils marchent ensuite dans l'après-midi vers la ville de Noirmoutier, où ils reçoivent la capitulation des Vendéens qui déposent les armes contre la promesse d'avoir la vie sauve.
Acceptée par le général Haxo, la capitulation n'est pas respectée par les représentants en mission Prieur de la Marne, Turreau et Bourbotte, qui font fusiller 1 200 à 1 500 prisonniers en quelques jours, dont Maurice d'Elbée, l'ancien généralissime de l'Armée catholique et royale.
La reprise de Noirmoutier suit de quelques jours la bataille de Savenay, qui voit la destruction des forces vendéennes engagées dans la virée de Galerne. Après ces deux victoires, considérées comme décisives, les commandants républicains estiment que la guerre de Vendée est en passe de s'achever. Les Vendéens ne contrôlent alors plus aucun territoire et les dernières bandes insurgées ne comptent que quelques centaines ou quelques milliers d'hommes, traqués dans les bois et dans les campagnes. À la mi-janvier, le général Turreau lance ses « colonnes infernales » avec l'intention de porter le dernier coup à l'insurrection vendéenne.

## Contexte

### Prise de Noirmoutier par les Vendéens

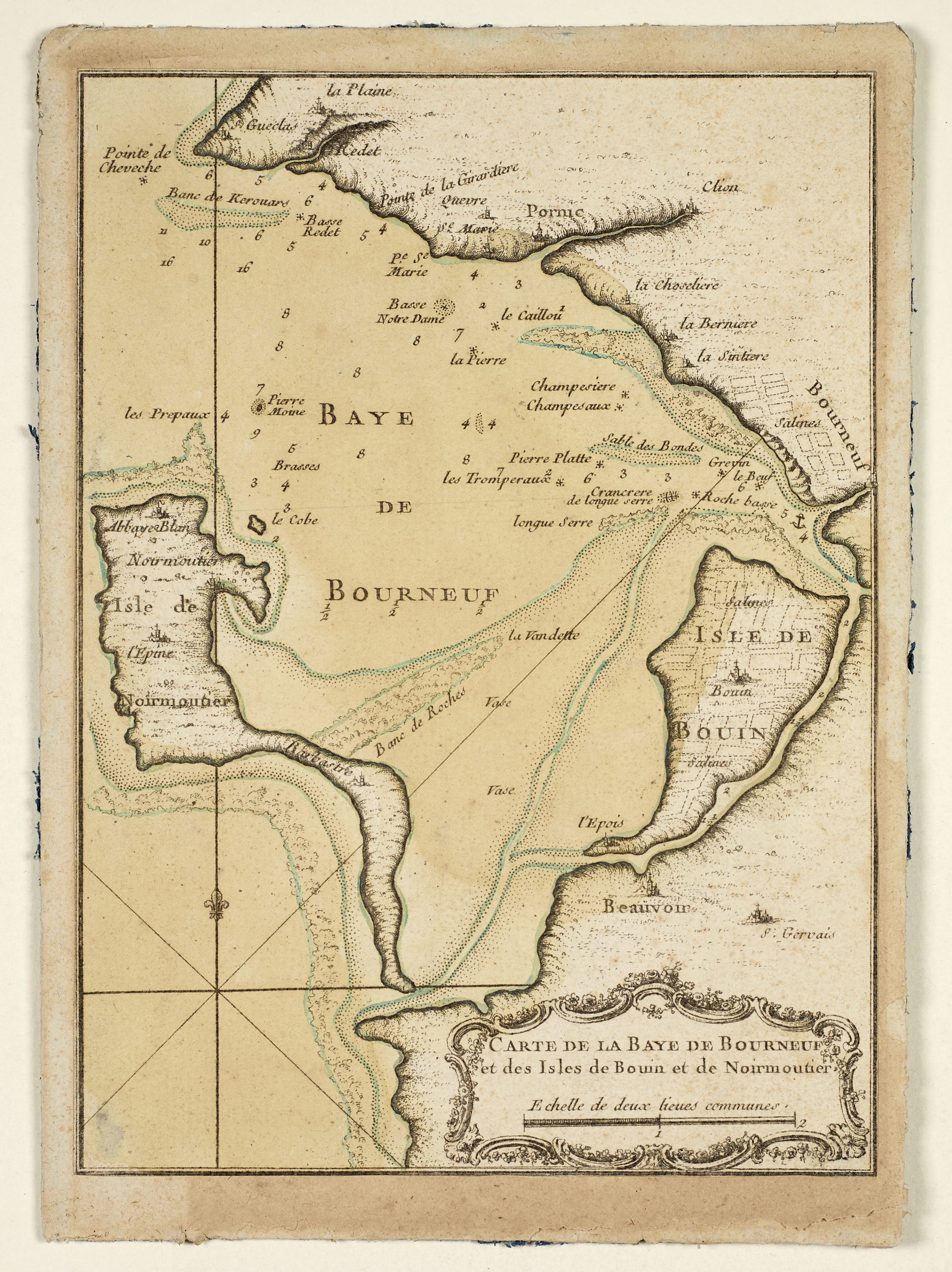
Carte de la baie de Bourgneuf et des îles de Noirmoutier et de Bouin, 1764, musée de Bretagne.

L'île de Noirmoutier change plusieurs fois de mains pendant la guerre de Vendée. Située dans la baie de Bourgneuf, non loin de l'île de Bouin, elle est accessible depuis les terres par le passage du Gois, une chaussée submersible de 5 kilomètres praticable à pied lors des marées basses, qui relie l'île au continent par le port de la Cronière, dans la commune de Beauvoir-sur-Mer,. Noirmoutier est divisée en deux paroisses : au nord la ville de Noirmoutier-en-l'Île, aussi appelée Saint-Philbert de Noirmoutier, peuplée de 3 675 habitants en 1791 et au sud le bourg de Barbâtre, peuplé de 2 221 habitants en 1791. Le nord de l'île, de La Guérinière à l'Herbaudière, est constitué de marais salants. Le sud, de La Guérinière à la pointe de la Fosse, est recouvert de sables, de terres labourables et de vignes.
Noirmoutier tombe pour la première fois au pouvoir des insurgés le 19 mars 1793, lorsque des paysans maraîchins menés par Joseph Guerry de La Fortinière franchissent le Gois et occupent l'île sans rencontrer de résistance,,,. Cependant en avril, les républicains reprennent les villes de Challans et Machecoul et atteignent les abords de l'île. Après une sommation du général Beysser et le débarquement de 200 hommes du vaisseau Le Superbe, de l'escadre du contre-amiral Villaret de Joyeuse, les habitants de Noirmoutier font leur soumission le 29 avril,,,,. Les chefs insurgés René Augustin Guerry et Rorthais des Chataigners sont arrêtés et envoyés à Nantes, mais Guerry de la Fortinière, Tinguy et le chevalier de Régnier parviennent à s'enfuir.
En juin, les Vendéens reprennent Challans et Machecoul et sont à nouveau en mesure de menacer Noirmoutier. Après une première tentative infructueuse le 30 septembre, l'armée du général Charette, aidée par des habitants du bourg de Barbâtre, s'empare de l'île le 12 octobre,. La faible garnison républicaine n'offre que peu de résistance et capitule. Charette forme une administration royaliste à Noirmoutier et y laisse une partie de ses troupes avant de repartir au bout de trois jours. Les prisonniers républicains sont envoyés à Bouin où le chef local, François Pajot, en fait massacrer plusieurs centaines les 17 et 18 octobre.

### Offensive républicaine contre Charette

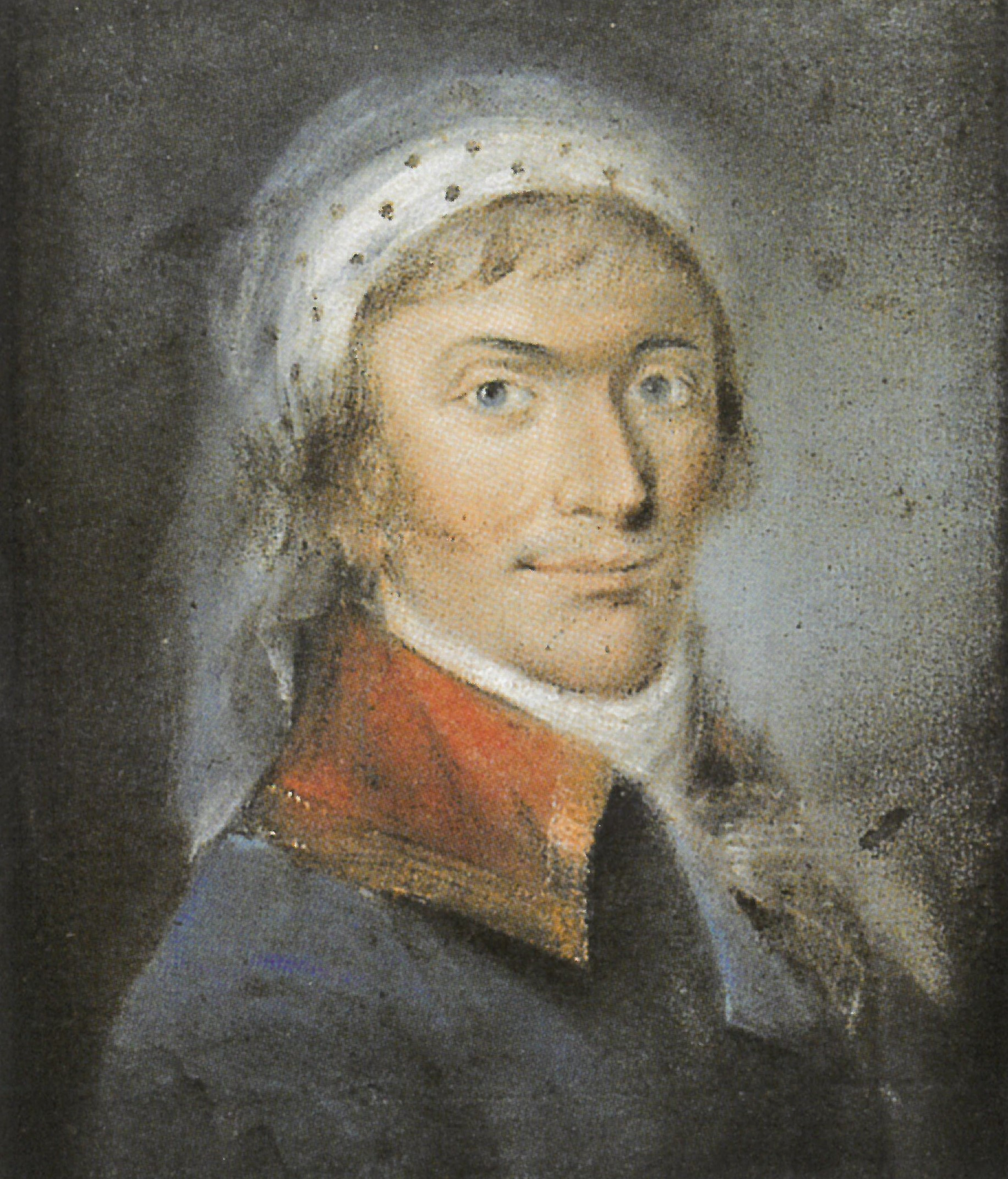
Portrait de François Athanase Charette de La Contrie, pastel anonyme, entre 1793 et 1796.

En octobre 1793, la situation militaire en Vendée est à l'avantage des républicains. L'armée de l'Ouest concentre ses efforts sur l'armée d'Anjou et du Haut-Poitou, commandée par le généralissime Maurice d'Elbée, qui est battue le 17 octobre à la bataille de Cholet. La « virée de Galerne » débute alors : le gros des forces royalistes et des forces républicaines se portent au nord de la Loire et s'affrontent jusqu'en décembre au Maine, en Bretagne et en Normandie. Malgré plusieurs appels à l'aide envoyés par d'Elbée, Charette et les autres chefs du Pays de Retz et du Bas-Poitou restent à l'écart de ces événements.
Cependant à Paris, la nouvelle de la prise de l'île de Noirmoutier suscite l'inquiétude du Comité de salut public, qui craint qu'elle ne permette aux Vendéens de recevoir l'aide des Britanniques. Le 18 octobre, le conseil exécutif reçoit un arrêté signé de Barère, Prieur de la Côte d'Or, Collot d'Herbois, Billaud-Varenne, Robespierre et Hérault de Séchelles lui donnant l'ordre de « prendre toutes les mesures nécessaires pour faire attaquer le plus tôt possible l'île de Noirmoutier, en chasser les brigands et en assurer la possession à la République ». Le 21 octobre, le Comité de salut public enjoint aux représentants en mission Prieur de la Marne et Jeanbon Saint-André de « reprendre l'île ou de l'engloutir dans la mer »,,.
Le 2 novembre 1793, le conseil de guerre de l'armée de l'Ouest charge le général de brigade Nicolas Haxo de constituer un corps de 5 000 à 6 000 hommes pour reprendre l'île de Noirmoutier. Ordre lui est donné d'attaquer et de battre Charette « partout où il pourra le rencontrer en le poursuivant jusque dans Noirmoutier même »,,. Haxo planifie son offensive et sort de Nantes les 21 et 22 novembre avec deux colonnes commandées par lui-même et par son second, l'adjudant-général Nicolas Louis Jordy,. Au même moment, une autre colonne commandée par le général Dutruy et le lieutenant-colonel Aubertin se met en mouvement depuis Les Sables-d'Olonne. Dans les jours qui suivent, Haxo et Jordy s'emparent de Port-Saint-Père, Sainte-Pazanne, Bourgneuf-en-Retz, Machecoul et Legé, tandis que Dutruy et Aubertin se rendent maîtres de La Roche-sur-Yon, d'Aizenay, du Poiré-sur-Vie, de Palluau et de Challans,,. Battu par Aubertin à La Garnache le 27 novembre, Charette tente de se réfugier à Noirmoutier, mais il trouve le passage du Gois impraticable à cause de la marée haute et est contraint de s'enfermer dans l'île de Bouin, où il se retrouve bientôt cerné,.

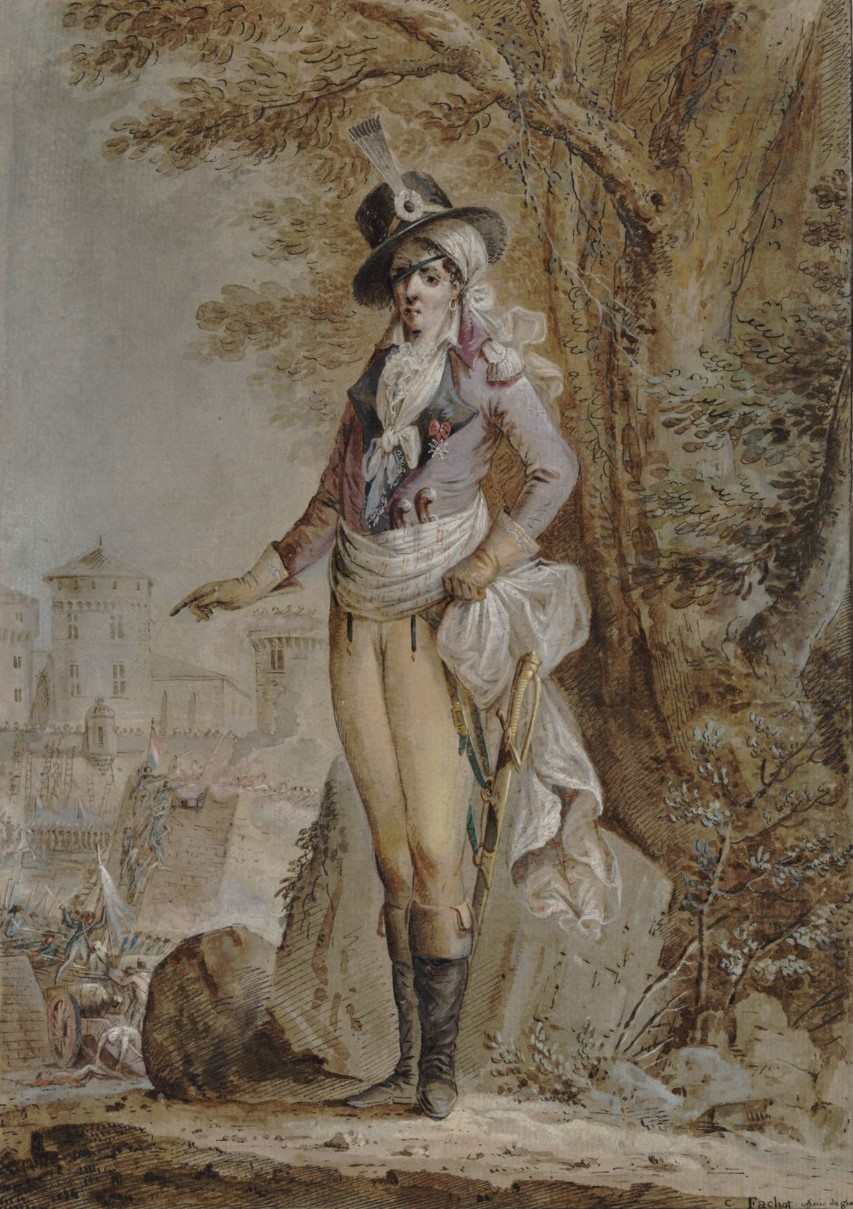
D'Elbée : l'un des principaux chefs de l'armée royale et catholique des brigands de la Vendée, pris et fusillé après la prise de l'Isle de Noirmoutier. Dessiné d'après nature au conseil de guerre lors de son interrogatoire, le par le citoyen Fachot, officier d'état-major et capitaine du génie, 1794, Bibliothèque nationale de France.

Le 4 décembre, Charette s'embarque pour l'île de Noirmoutier,. Il confie la mission à son aide de camp, Joseph Hervouët de La Robrie, de passer en Angleterre pour y demander des secours. La Robrie s'embarque sur une goélette de 60 tonneaux, Le Dauphin, commandée par Louis François Lefebvre,. Mais à cause de vents défavorables ou de la présence de navires républicains, il ne peut appareiller que dans la nuit du 23 au 24 décembre,,.
Le 5 décembre, Charette est de retour à Bouin. Le 6, les colonnes de Jordy et d'Aubertin lancent l'assaut sur l'île,. En quelques heures, les républicains enfoncent les défenses vendéennes et délivrent plusieurs centaines de prisonniers patriotes,. Charette n'échappe que de peu à l'anéantissement en s'enfuyant à travers les marais avec une partie de ses hommes,.
Il rejoint ensuite les forces de Jean-Baptiste Joly et de Jean Savin, avec lesquelles il attaque sans succès la ville de Legé le 8 décembre, mais écrase la garnison du camp de L'Oie le 11. Le 12 décembre, aux Herbiers, Charette est élu général en chef de l'« Armée catholique et royale du Bas-Poitou ». Il décide alors de se porter en Anjou et dans le Haut-Poitou pour y ranimer l'insurrection. En quelques jours, il traverse ainsi Le Boupère, Pouzauges, Cerizay et Châtillon, puis il atteint Maulévrier.
Pendant ce temps, les forces vendéennes engagées dans la virée de Galerne se rapprochent de la Loire avec l'intention de regagner la Vendée. Les 3 et 4 décembre, elles attaquent Angers, sans succès. Le 16, un millier de Vendéens menés par le généralissime Henri de La Rochejaquelein, le successeur de Maurice d'Elbée, utilisent des barques pour franchir le fleuve à Ancenis, mais l'arrivée de chaloupes canonnières républicaines empêche la traversée du reste de l'armée. Ces événements contraignent Haxo à suspendre l'attaque de Noirmoutier et à desserrer l'étau autour de Charette. Il envoie des renforts contre La Rochejaquelein et ne peut lancer à la poursuite de Charette que 2 400 hommes commandés par l'adjudant-général Dufour.
Cependant l'expédition de Charette est sans résultat car avec le retour de Henri de La Rochejaquelein, les régions insurgées d'Anjou et du Haut-Poitou repassent sous son autorité. Après avoir rencontré La Rochejaquelein à Maulévrier le 22 décembre, Charette fait demi-tour et regagne Les Herbiers.

### Prélude

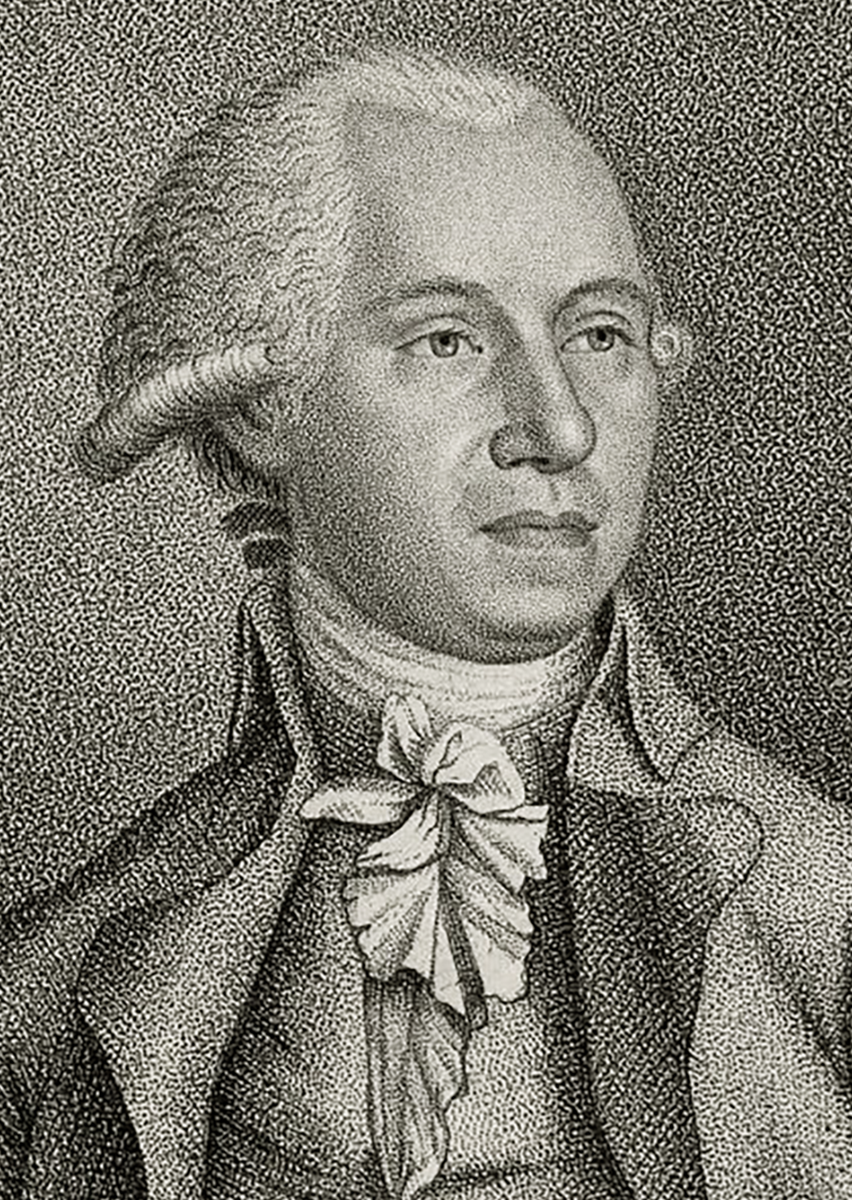
Pierre-Louis Prieur, dit Prieur de la Marne, gravure de Jean-Baptiste Vérité, 1790.

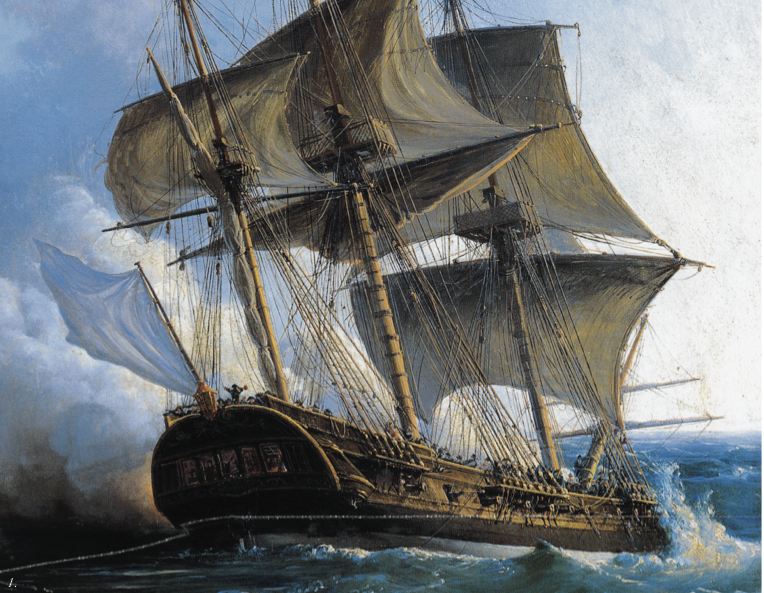
La frégate La Nymphe. Détail du Combat des frégates françaises La Nymphe et L'Amphitrite contre le vaisseau anglais L'Argo (11 février 1783), huile sur toile de Pierre-Julien Gilbert, 1837, Musée de l'Histoire de France, Versailles.

Le 29 décembre 1793, le général Louis Marie Turreau arrive à Nantes pour prendre le commandement de l'Armée de l'Ouest. Six jours plus tôt, l'armée vendéenne passée au nord de la Loire a été détruite à la bataille de Savenay. Turreau donne alors l'ordre à Haxo de lancer l'attaque contre l'île de Noirmoutier.
À partir de fin décembre, des échanges de tirs opposent les navires républicains et les batteries côtières vendéennes. Le 29 décembre, trois frégates sont touchées. Le 30 décembre, une canonnade se déroule du côté du bois de la Chaize. La Nymphe, une frégate de 26 canons commandée le lieutenant de vaisseau Pitot, la corvette Le Fabius et la canonnière L'Île-Dieu engagent le combat en début d'après-midi, mais l'affaire tourne mal pour les républicains. Les Vendéens tirent à boulets rouges, et l'un d'eux frappe le mât d'artimon du Fabius. La Nymphe, avec à son bord les représentants en mission Prieur de la Marne, Turreau et Guermeur, reçoit sept boulets à fleur d'eau et s'échoue après trois heures de canonnade,,. La vergue du grand hunier est brisée nette, et l'équipage compte deux morts et deux à cinq blessés,,.
Le 31 décembre, les mouvements des gabares entre Bouin et Barbâtre alertent les assiégés qui s'attendent à une attaque imminente. Pendant toute la fin du mois de décembre, les Vendéens fortifient les différentes batteries d'artillerie disséminées sur l'île. Hyacinthe Hervouët de La Robrie met au point avec Dubois de La Guignardière un système de feux pour prévenir la ville de Noirmoutier en cas d'attaque. La chaussée en pierre et les balises du passage du Gois sont détruites. Un messager aurait également été envoyé à Charette pour lui demander des secours.
Le 31 décembre, les troupes de l'adjudant-général Carpantier quittent Machecoul et se portent sur Challans pour assurer les arrières du général Haxo pendant l'attaque de Noirmoutier,. Mais le même jour, Charette prend d'assaut Machecoul, où seulement 200 à 300 hommes ont été laissés. Informé, Haxo propose de retarder l'expédition mais Turreau refuse et donne l'ordre de poursuivre,. Le 2 janvier 1794, un millier d'hommes commandés par Carpantier reprennent Machecoul et mettent en fuite la troupe de Charette,. Ce dernier tente une contre-attaque le lendemain, mais il est repoussé et se replie sur La Copechagnière.

## Forces en présence

### Armée républicaine

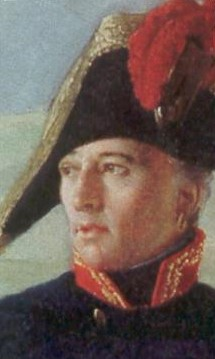
Le général Louis Marie Turreau, huile sur toile de Louis Hersent, 1800, musée Carnavalet, Paris.

Les républicains mobilisent 5 000 hommes dans l'opération, mais seuls 3 000 à 3 200 participent aux combats sur l'île. La Gazette de France du 22 nivôse an II (11 janvier 1794) donne l'effectif précis de 3 112 hommes, constitué de 322 hommes d'un bataillon de volontaires de la Meurthe, 460 hommes du 109e régiment d'infanterie, 400 hommes du 11e bataillon de la formation d'Orléans, 200 hommes d'un détachement du Bec d'Ambès, 68 hommes d'un détachement de la Charente, 46 hommes d'un détachement de l'Ille-et-Vilaine, 60 hommes d'un détachement du 77e régiment d'infanterie, 420 hommes du 57e régiment d'infanterie, 146 hommes des Grenadiers réunis, 201 hommes d'un bataillon de grenadiers de l'Ardèche, 100 hommes d'un bataillon de la Marne, 153 tirailleurs de la Loire-Inférieure, des Deux-Sèvres, de Challans, Beaulieu et Apremont, 386 hommes du 39e régiment d'infanterie et 150 hommes du 3e bataillon de volontaires de Lot-et-Garonne,.
L'adjudant-général Jordy, à la tête de 1 500 hommes transportés par 19 gabares, mène la première vague d'assaut. Dans son « Précis historique », il indique que sa troupe est constituée du 3e bataillon de volontaires des Vosges, du 10e bataillon de volontaires la Meurthe, du 38e, du 57e et d'un détachement du 109e régiment d'infanterie, ainsi que d'une compagnie d'artillerie à pied, n'ayant aucune pièce avec elle mais devant utiliser celles qui seront prises à Noirmoutier. Le général Haxo, avec 700 à 900 hommes,, et neuf gabares, est à la tête de la seconde vague d'assaut au port de la Cronière, à Beauvoir-sur-Mer. Une troisième force, constituée de sept gabares, doit quant à elle se porter au nord de l'île afin de faire diversion. Une colonne est également en réserve sous les ordres du lieutenant-colonel Aubertin. Dans ses mémoires, ce dernier indique que sa colonne est constituée de 455 hommes du 11e bataillon de la formation d'Orléans, de détachements des 109e et 110e régiments d'infanterie, ainsi que de quelques autres corps, de grenadiers mayençais et d'artilleurs du 1er bataillon de volontaires du Bas-Rhin.
Les opérations sont supervisées par le général Louis Marie Turreau, commandant en chef de l'armée de l'Ouest, arrivé à Beauvoir-sur-Mer le 1er janvier, et par trois représentants en mission : Prieur de la Marne, également membre du Comité de Salut public, Louis Turreau, cousin du général en chef, et Pierre Bourbotte.

### Armée vendéenne
La garnison vendéenne laissée par Charette pour défendre l'île de Noirmoutier est forte de 1 500 hommes selon les royalistes Lucas de La Championnière et Le Bouvier-Desmortiers,, de 1 800 pour le général Turreau et de 2 000 d'après les mémoires anonymes de l'administrateur militaire. Ces effectifs sont diversement repris par les historiens : Jean-Joël Brégeon et Gérard Guicheteau retiennent 1 500, Yves Gras et Jean Tabeur 1 800,, Émile Gabory et Lionel Dumarcet 2 000,. Cette garnison est sous les ordres d'Alexandre Pineau du Pavillon,. René de Tinguy est gouverneur de l'île, Benjamin Dubois de La Guignardière, ancien capitaine de la garde nationale de Soullans, est commandant du chef-lieu, Louis Vasselot de Reigner est commandant du château et Bernard Massip est commandant en second la garnison. Hyacinthe Hervouët de La Robrie commande 500 hommes à Barbâtre. Parmi les autres chefs figurent Louis Savin, Jean Jodet, Pierre Gouin, Gazette de La Limousinière, Joseph Béthuis, Loizeau, Barraud père et fils de La Garnache et les capitaines de paroisse Barraud de Saint-Hilaire-de-Riez et Barraud du Perrier,.
Maurice d'Elbée, ancien généralissime de l'armée catholique et royale, est également présent à Noirmoutier après y avoir trouvé refuge le 2 ou 3 novembre en raison de ses graves blessures reçues à la bataille de Cholet,,. Il est alors accompagné de son épouse, Marguerite-Charlotte Duhoux d'Hauterive ; de son beau-frère, Pierre Duhoux d'Hauterive ; et de son ami Pierre Prosper Gouffier de Boisy. Le lieu de son asile est mal connu. D'après son petit-neveu, Charles-Maurice d'Elbée, et la marquise de Bonchamps, il aurait été hébergé à l'hôtel Jacobsen, puis dans la maison de madame Mourain,. Selon François Piet, il résidait dans une maison appelée La Maduère,.

## Déroulement

### Sources
Le déroulement des événements est connu par différentes sources républicaines. L'adjudant-général Jordy adresse un rapport au ministre de la guerre,, et rédige ensuite un récit plus détaillé dans son « Précis historique de mes actions civiles et militaires, par Jordy »,. Les événements sont aussi évoqués dans les mémoires du général Turreau, de l'adjudant-général Aubertin et dans celles, anonymes, d'un « administrateur militaire ». Des témoignages sont également laissés par deux soldats républicains : André Amblard, volontaire mayençais, auteur d'un carnet de route et Auguste Dalicel, brigadier du 3e bataillon de volontaires de Lot-et-Garonne, qui rapporte les combats dans une lettre à son oncle,. Ils participent tous deux au débarquement, sous les ordres de Jordy. Le récit le plus détaillé est donné par le capitaine, François Piet, alors âgé de 19 ans, né à Montmédy, aide-de-camp du général Dutruy,,,, qui rédige ses « Mémoires laissés à mon fils » en 1806. Pendant la bataille, il combat au sein de la colonne du général Haxo. Nommé commissaire des guerres à Noirmoutier en 1795, il s'établit ensuite sur l'île où il exerce la fonction de notaire sous l'Empire et la Restauration, avant de devenir juge de paix sous la monarchie de Juillet. Ses mémoires sont publiés par son fils, Jules Piet, en 1863.

### Débarquement à la pointe de la Fosse

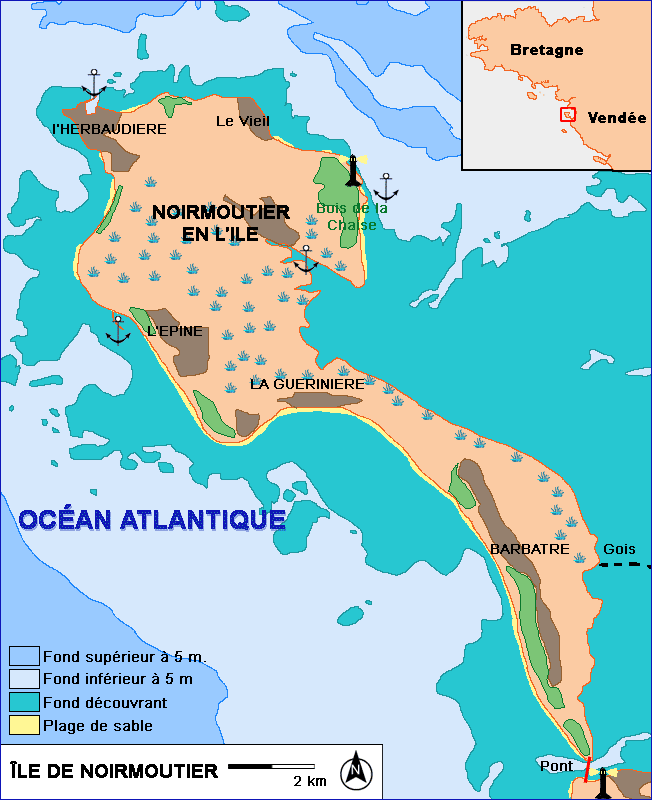
Plan de l'île de Noirmoutier.

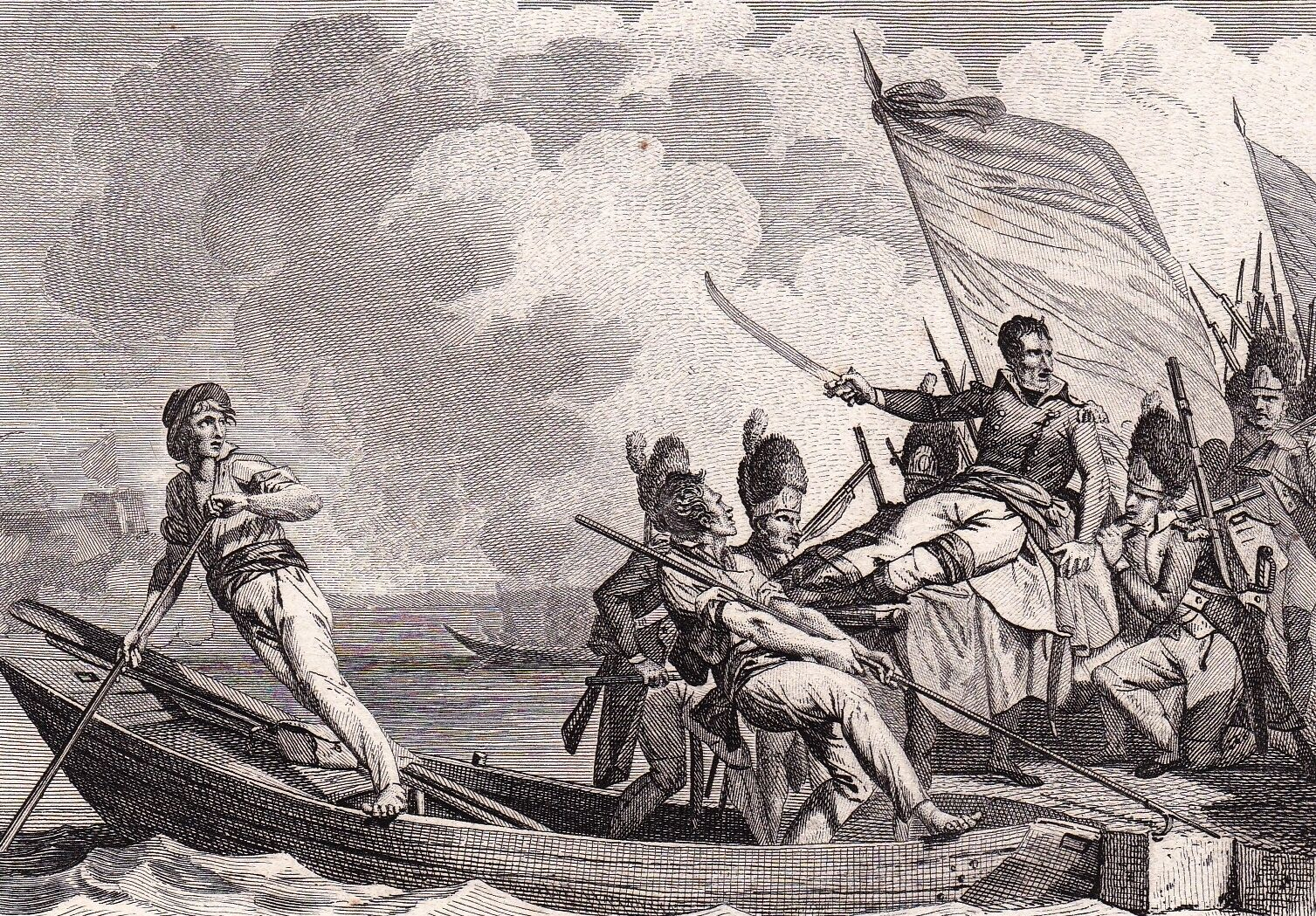
Nicolas Louis Jordy à la bataille de Noirmoutier, gravure anonyme, 1825.

Le 2 janvier, Jordy fait embarquer ses soldats sur les gabares à La Barre-de-Monts et à L'Époids, entre Bouin et Beauvoir-sur-Mer,,. À minuit, la flottille appareille,,. Le lieu choisi pour le débarquement se situe entre la pointe de la Fosse, à l'extrémité sud de l'île, et le passage du Gois.
Alors qu'une petite partie des gabares vogue vers la Chaise et le port de Noirmoutier pour faire une diversion, Jordy se porte vers la Fosse. Malgré la nuit, les Vendéens aperçoivent les navires républicains et vers 5 ou 6 heures du matin les onze canons de la batterie d'artillerie de la Fosse ouvrent le feu,. À environ une demi-lieue au nord de l'extrémité de la pointe, Jordy place ses gabares en ligne, face au rivage : celles du centre répondent au feu des Vendéens afin d'y fixer leur attention, tandis que celles situées sur les ailes commencent à débarquer les troupes. Une fusée donne le signal. Les républicains n'ayant pas de chaloupes, la marée étant basse et la mer peu profonde, les fantassins se jettent directement à l'eau. Afin d'éviter les tirs fratricides, ils ont ordre de ne combattre qu'à la baïonnette. Plusieurs gabares s'échouent sur la plage lors de l'opération. Jordy est quant à lui blessé à la cuisse et à la jambe avant d'avoir pu quitter son navire,. Il gagne le rivage, porté par des grenadiers qui font une civière improvisée avec leurs fusils,. Cependant sa manœuvre réussit et les Vendéens battent en retraite pour ne pas se retrouver enveloppés. À 7 heures du matin, toutes ses troupes ont débarqué,,,. La batterie de la Fosse est prise à revers et les artilleurs républicains s'emparent des canons,. Dans sa lettre, le brigadier Dalicel écrit : « Nous fîmes la fusillade jusqu'à huit heures. En mettant pied à terre, nos gens tombaient comme des capucins de cartes. Une fois que nous avons été cinq ou six cents dans l'ile, nous avons fait carnage sur tout. Du côté où nous avons fait la descente, nous avons empli un marais salant de morts; il pouvait bien y en avoir 900, plus des nôtres que des leurs,. ».

### Combats à Barbâtre

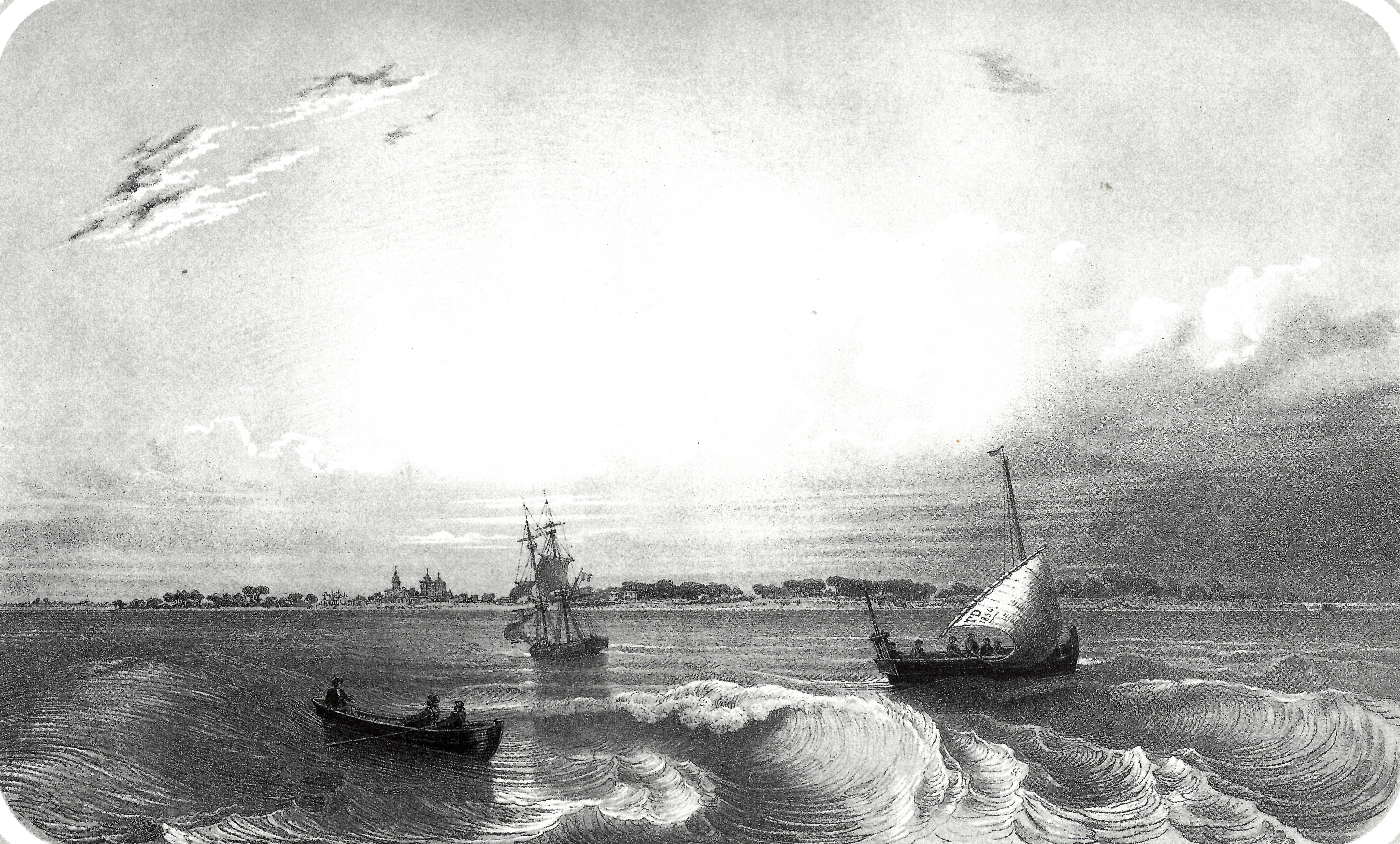
Vue de Noirmoutier, dessin de Thomas Drake et lithographie d'Henri Daniaud, 1856.

Les républicains marchent ensuite sur le village de Barbâtre, tenu par les forces de Hyacinthe de La Robrie avec une batterie de quatre canons de 36 livres, et s'en emparent après un combat d'une heure,. Tous les hommes qui sont trouvés à Barbâtre sont massacrés. Selon les mémoires de François Piet : « des gens paisibles, des pères de famille, des vieillards qui étaient restés dans leurs maisons, des meuniers qui n'avaient pas voulu quitter leurs moulins, devinrent les victimes de la fureur du soldat ».
De son côté le général Haxo commence à franchir le passage du Gois vers 9 heures du matin, à la pointe du jour, suivi par la colonne d'Aubertin,,. Malgré la marée basse, les soldats ont de l'eau jusqu'aux genoux et la traversée est effectuée avec lenteur. Vers midi ou une heure de l'après-midi, Haxo arrive à Barbâtre, où il fait sa jonction avec Jordy, dont les troupes sont en repos,. Peu de temps avant de céder son commandement, Jordy est grièvement blessé par un biscaïen, qui lui enfonce le pariétal gauche,.

### Capitulation des Vendéens
Après avoir réuni ses forces à celles de Jordy, Haxo, désormais à la tête de 3 000 hommes, marche sur la ville de Noirmoutier, au nord de l'île,. Près de la La Guérinière, sur la partie la plus étroite de l'île, il rencontre un retranchement garni d'artillerie. Cependant les républicains profitent de la marée basse pour le contourner par la droite et par la gauche et les Vendéens battent en retraite sans avoir tiré un seul coup de canon. Les troupes d'Haxo avancent ensuite jusqu'aux abords de la ville sans rencontrer la moindre résistance.
À trois heures de l'après-midi, deux ou trois cavaliers vendéens se présentent au pont de la Corbe, pour remettre une offre de capitulation en échange de la vie sauve pour toute la garnison,. Le général Haxo accueille l'offre favorablement, mais les représentants en mission Prieur de la Marne, Turreau et Bourbotte manifestent leur opposition. Cependant, sur l'insistance de Haxo, les représentants laissent faire,.
Le gouverneur Tinguy, d'un caractère conciliateur, semble croire au respect de la parole donnée. Si certains chefs, comme Hyacinthe de La Robrie et Benjamin Dubois de La Guignardière, sont d'avis de combattre jusqu'au bout, la grande majorité des défenseurs préfèrent la capitulation. Les républicains entrent dans la ville sans rencontrer de résistance,,. Les Vendéens se rassemblent sur la place et jettent leurs fusils en monceaux.
Le généralissime Maurice d'Elbée est rapidement découvert et fait prisonnier,. Dubois de La Guignardière est blessé et capturé,. D'après Piet, sa cachette est dénoncée par Foré, un canonnier républicain à qui il avait sauvé la vie lors de la prise de l'île par Charette,,. Un seul chef, Hyacinthe de La Robrie, parvient de justesse à s'échapper et à quitter l'île après être demeuré caché pendant plusieurs jours dans les marais de l'Épine,.

## Pertes
Dès le soir du 3 janvier, les représentants en mission Prieur de la Marne, Turreau et Bourbotte affirment dans une lettre adressée à la Convention nationale que l'expédition n'a coûté à la République que deux hommes tués et dix à douze blessés, dont « le brave Jordy »,. Le général Turreau ne fait également état dans son rapport au ministre de la guerre que de la perte de « dix hommes, dont la plupart ne sont que blessés » et dans ses mémoires de « dix ou douze hommes et quelques blessés ». Jordy établit en revanche les pertes républicaines à 130 tués et 200 blessés dans son rapport au ministre de la Guerre,,. Jordy est lui-même grièvement blessé et doit subir une trépanation. Le lendemain de la bataille, il est promu au grade de général de brigade, tandis qu'Aubertin est élevé au grade d'adjudant-général.
Du côté des Vendéens, le nombre des combattants tués au combat est porté à 400 par le général Turreau, à 500 par les représentants Prieur de la Marne, Turreau et Bourbotte,,, ainsi que par l'« administrateur militaire », et à 600 par le représentant Guermeur. Le nombre des prisonniers est quant à lui de 600 selon François Piet,, de 600 à 700 initialement,, et de 1 200 au total,, selon l'adjudant-général Aubertin, de 1 000 selon le général Turreau,, de 1 100 selon Dalicel,, de 1 000 à 1 200 selon le représentant Guermeur, de 1 200 selon les représentants Prieur, Turreau et Bourbotte,,, de 1 500 selon l'« administrateur militaire », de 2 000 selon le Comité révolutionnaire de l'« île de la Montagne » et de 3 000 selon le volontaire Amblard,. Turreau et Bourbotte annoncent cependant le 8 janvier que 300 « brigands » de plus ont été pris après des battues et des fouilles menées dans les bois et des souterrains. Pour l'historien Alain Gérard, les estimations de 1 100 à 1 200 prisonniers semblent les plus probables. En 1975, dans son mémoire de DES d'histoire du droit, Les Commissions de Noirmoutier. Janvier 1794 à août 1794, Jean-Louis Pellet préconise une fourchette de 1 200 à 1 500 prisonniers fusillés,.
Les républicains s'emparent également de 19 canons et de 11 pierriers selon le général Turreau. Prieur, Turreau et Bourbotte font quant à eux état de la prise d'environ 50 canons et de 700 à 800 fusils,,, Guermeur de 52 canons et de 800 fusils et Jordy de 80 pièces de grosse artillerie et de 23 de moyennes et de petites.

## Exécutions des prisonniers

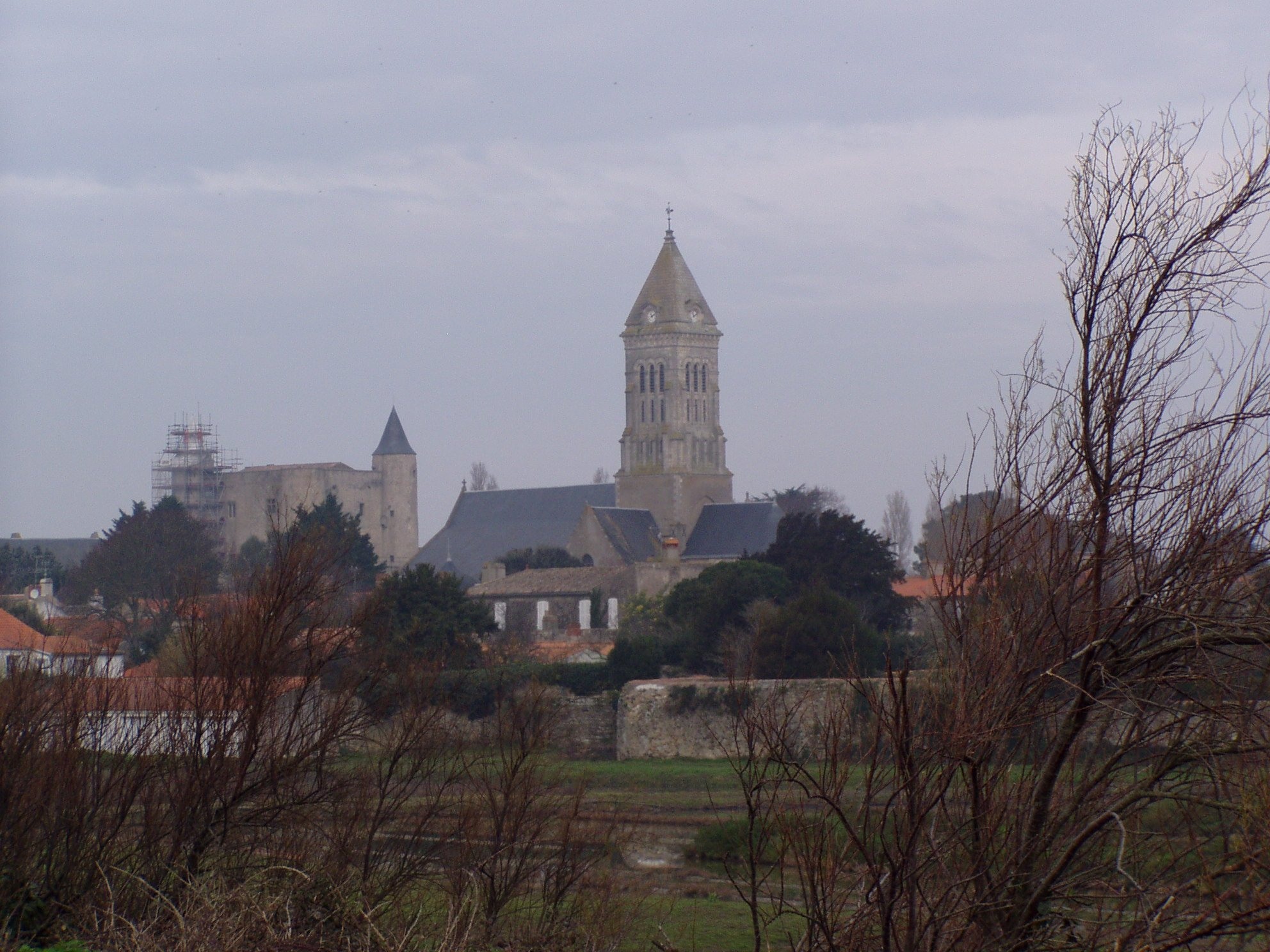
Vue en 2007 du lieu des exécutions de Banzeau, ainsi que du château et de l'église Saint-Philbert de Noirmoutier.

Les prisonniers sont enfermés dans les églises de la ville,. La capitulation n'est pas respectée par les représentants en mission qui décident de faire passer toute la garnison par les armes malgré une vaine tentative de Haxo pour s'y opposer,. Le soir de la prise de l'île, ils écrivent au Comité de Salut public : « une commission militaire, que nous venons de créer, va faire prompte justice de tous ces traîtres ». Les exécutions débutent dès le 4 janvier,, et sont effectuées pour la plupart en deux ou trois jours,,. Seuls 70 hommes de Notre-Dame-de-Monts arrivent à convaincre la commission qu'ils ont été enrôlés de force et sont épargnés,,. Les prisonniers sont extraits par groupes de l'église Saint-Philbert et conduits au lieu-dit « la Vache », dans le quartier de Banzeau, où ils sont fusillés à bout portant. La rue empruntée par les condamnés sera bien des années plus tard baptisée « rue des Martyrs ». 

François Piet écrit dans ses mémoires : 

« Dans l'espace de deux jours, tous les sous-officiers et soldats succombèrent à leur tour sous le plomb meurtrier. On les faisait sortir de l'église au nombre de soixante à la fois, et disposés par chapelets, ils étaient conduits dans le quartier de Banzeau, sur le bord de la mer. Là, poussés en avant et souvent blessés avant d'avoir reçu le coup mortel, ils faisaient d'inutiles efforts pour l'éviter. Ils apparaissaient à travers la fumée de la mousqueterie comme des ombres sanglantes. Ils tombaient sur la vase, où ils étaient dépouillés et ensevelis à une certaine profondeur. Les Républicains conservèrent quelque temps à cette partie de la ville le nom de quartier de la Vengeance. »

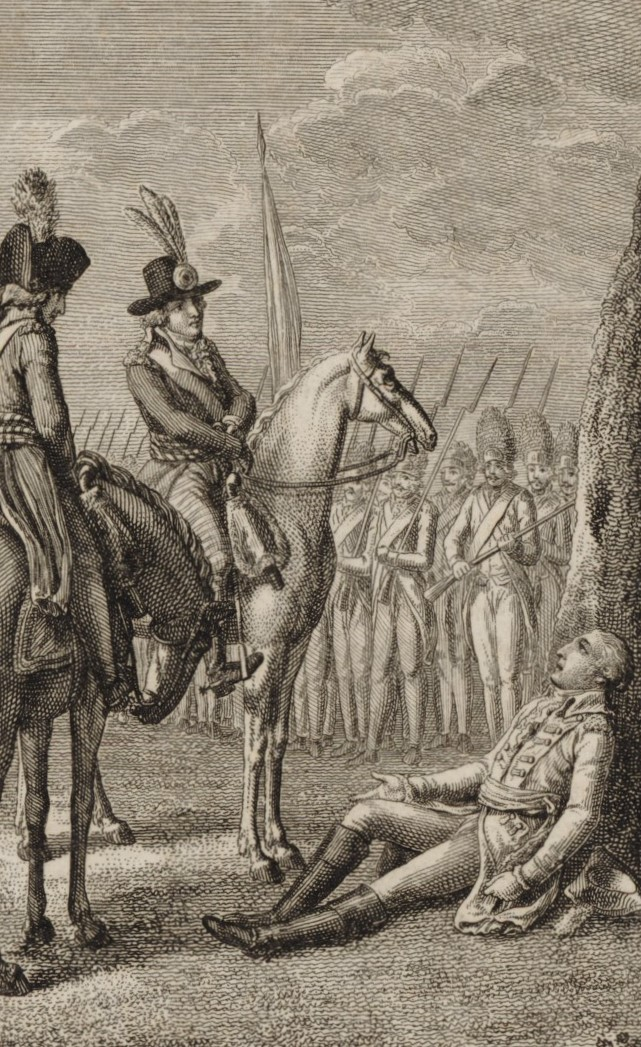
Delber's Generals der Vendeer, helden müthiger Tod, 1794-1799, Bibliothèque nationale de France. Estampe allemande anonyme représentant la mort du général vendéen Maurice d'Elbée.

Le 4 janvier, les troupes républicaines commencent à fouiller l'île et selon Turreau et Bourbotte « un déluge de prêtres, de femmes d'émigrés » et de nombreux chefs sont arrêtés,,. Le 8, les représentants en mission annoncent au Comité de Salut public la création d'une commission militaire pour juger ces prisonniers,. Celle-ci siège à l'hôtel Jacobsen. L'instruction est très sommaire, les juges se contentant d'enregistrer l'identité des captifs et d'obtenir d'eux divers renseignements. Tinguy, Pineau du Pavillon, Dubois, Savin, Reigner et les différents chefs vendéens sont fusillés à une date impossible à déterminer,,. Huit ecclésiastiques figurent également parmi les victimes, dont René-Charles Lusson, vicaire de Saint-Georges-de-Montaigu et aumônier de l'armée du Centre.
Les républicains découvrent également à Noirmoutier le lieutenant-colonel Jean-Conrad Wieland, qui commandait la garnison républicaine lors de la prise de l'île par Charette. Il se retrouve rapidement accusé de trahison, d'autant qu'une lettre qu'il avait adressée au commandant Pineau du Pavillon indique qu'il a entretenu de bonnes relations avec l'état-major royaliste pendant l'occupation de l'île par les Vendéens,,. Les représentants en mission décident alors de faire exécuter Wieland, sans jugement d'après les mémoires de Piet.
Maurice d'Elbée est interrogé par les représentants en mission et par le général Turreau à une date incertaine,. Le procès-verbal de son interrogatoire est rédigé par François Piet. L'ancien généralissime est exécuté entre le 6 et le 9 janvier,,,,. Incapable de marcher, il est porté sur un fauteuil jusqu'à la place d'Armes, accompagné de Pierre Duhoux d'Hauterive et de Pierre Prosper Gouffier de Boisy. Jean-Conrad Wieland leur est adjoint malgré les dénégations de ses co-accusés qui tentent en vain de l'innocenter,. Les quatre hommes sont ensuite liés à des poteaux et fusillés,.
Quelques exécutions ont encore lieu dans les semaines qui suivent. Le 29 janvier, l'épouse de d'Elbée, Marguerite-Charlotte Duhoux d'Hauterive, et Victoire Élisabeth Mourain de L'Herbaudière, née Jacobsen, sont fusillées après avoir été condamnées à mort par la commission militaire,,.
La plupart des corps sont enterrés dans les dunes de la Claire et près du Vieil et de la Madeleine. D'autres, comme celui de d'Elbée, sont jetés dans les douves du château. Du 5 janvier au 25 avril, jusqu'à 25 fossoyeurs, dirigés par le citoyen Honoré Aubert, devenu « chargé de la salubrité de l'air », sont employés au « recouvrement des cadavres ».
En 1950, à l'initiative de l'abbé Raimond, une chapelle appelée Notre-Dame de la Pitié, ou « Chapelle des Martyrs », est construite à l'emplacement des fusillades de Banzeau.

## Destructions à Barbâtre
Le soir même de la prise de l'île, les représentants Prieur de la Marne, Turreau et Bourbotte décident de débaptiser Noirmoutier pour lui donner le nom d'« île de la Montagne »,,. L'île de Bouin devient quant à elle l'« île Marat »,,. Le 8 janvier, ils déclarent les habitants de Barbâtre « traîtres à la Patrie » et ordonnent la destruction de toutes les maisons de la bourgade, à l'exception de celles « propres aux établissements publics et à la défense de la côte »,. Selon Piet, l'ordre de destruction n'est exécuté « que quant à l'église et aux maisons bordant la plaine du côté est ». Au total, 87 maisons sont détruites et 200 à 300 habitants de Barbâtre émigrent vers Noirmoutier-en-l'Île. La population de Barbâtre passe de 2 221 habitants en 1791 à 1 421 en 1804.

## La prison de Noirmoutier
Après les combats et les massacres de janvier, Noirmoutier connait une période de calme. Selon les mémoires de François Piet : « Quelques mois s'écoulèrent sans que rien ne troublât la paix dont nous jouissions. […] Une garnison nombreuse nous laissait sans inquiétude sur de nouvelles entreprises de la part des Vendéens. […] Des parties de campagne, de la musique, des bals, faisaient diversion aux malheurs passés, étourdissaient sur ceux qu'on pouvait redouter à l'avenir ».
Cependant l'île est ensuite utilisée comme prison, où sont envoyés des prisonniers vendéens, hommes et femmes, arrêtés sur le continent. Une nouvelle commission militaire est alors établie à Noirmoutier en raison de la dissolution des commissions des Sables-d'Olonne et de Fontenay-le-Comte. Elle est constituée de Collinet, président, de Simon, Foré et Tyroco, juges, et de François Piet, accusateur. Du 5 mai au 14 juin 1794, elle prononce au moins 28 condamnations à mort et un nombre important d'acquittements. Les condamnés sont fusillés sur les dunes situées entre le Vieil et la Claire et enterrés sur place. Cependant selon Piet, une cinquantaine de détenus envoyés par le Comité révolutionnaire des Sables, à peine débarqués à la Chaise, sont fusillés sans jugement sur ordre de Tyroco,. À la suite d'un arrêté pris par les représentants Bourbotte et Bô, la commission Collinet est remplacée par des membres de la commission d'Angers — constituée d'Antoine Félix, président ; Laporte, vice-président ; Obrumier et Goupil, juges ; et Hudoux, accusateur — qui prononce 25 condamnations à mort, 18 déportations et 600 acquittements du 17 juin au 14 août 1794. Les dernières exécutions sur l'île ont lieu le 3 août à la Claire : 22 personnes, dont treize femmes, y sont fusillées. Au total, au moins 1 300 personnes sont emprisonnées à Noirmoutier pendant l'année 1794 et entre 128 et 400 y trouvent la mort.

## Conséquences
Le soir du 3 janvier 1794, juste avant de s'embarquer pour Nantes,,,, le général Louis Marie Turreau écrit depuis Noirmoutier au ministre de la guerre Jean-Baptiste Bouchotte : « La guerre de la Vendée n'est pas totalement terminée, mais elle ne doit plus donner d'inquiétude »,. De leur côté, les représentants en mission Prieur de la Marne, Turreau et Bourbotte écrivent le même jour au Comité de Salut public : « La victoire est à nous. La reprise du port important de Noirmoutier, qui était le dernier retranchement et la dernière espérance des rebelles de la Vendée, nous donne l'assurance de voir bientôt totalement terminée cette infâme guerre ; elle ôte aux brigands toute communication par mer avec les perfides Anglais ; elle rend la République maîtresse d'un pays fertile en subsistance ».
L'insurrection vendéenne semble alors expirante. Dans le Bas-Poitou, la colonne de l'adjudant-général Joba écrase le 10 janvier les 3 000 hommes de Charette et de Joly à Saint-Fulgent, puis il les déloge le lendemain de la forêt de Grasla. Blessé, Charette passe le reste du mois de janvier caché avec quelques centaines d'hommes dans le couvent de Val de Morière, puis à Saligny et dans la forêt de Grasla. Dans le Pays de Retz, le général Haxo met en déroute le 12 janvier les forces de La Cathelinière qui s'étaient réfugiées dans la forêt de Princé. Blessé, La Cathelinière est capturé en février et exécuté en mars. En Anjou, les quelques centaines d'hommes rassemblés par Henri de La Rochejaquelein et Jean-Nicolas Stofflet sont dispersés le 1er janvier aux Cerqueux par les troupes du général Grignon.
La répression s'intensifie en Vendée au début de l'année 1794. Le 11 décembre 1793, le représentant en mission Jean-Baptiste Carrier avait écrit au Comité de Salut public : « Aussitôt que la nouvelle de la prise de Noirmoutier me sera parvenue, j'enverrai un ordre impératif aux généraux Dutruy et Haxo de mettre à mort dans tous les pays insurgés tous les individus de tout sexe qui s'y trouveront, indistinctement, et d'achever de tout incendier »,,. À Nantes, le général Louis Marie Turreau, planifie une offensive générale visant à détruire les dernières bandes royalistes et à incendier tout le territoire insurgé. À la mi-janvier, il fait mettre en marche ses « colonnes infernales ».